# Nekrolog 1345
Nekrolog
◄◄
| ◄
| 1341
| 1342
| 1343
| 1344
| 1345 | 1346 | 1347 | 1348 | 1349 | ► | ►►
Weitere Ereignisse | Allgemeiner Nekrolog 1345
Die Beschreibung der verstorbenen Person sollte so kurz wie möglich gehalten sein und nur deren signifikante Tätigkeit(en) enthalten.
Neue Namen ggf. auch unter dem Geburts- und Sterbedatum, also etwa unter 1. Januar und im Geburts- und Sterbejahr (2024) eintragen (nur bei entsprechender großer Wichtigkeit). Für Beispiele siehe die schon vorhandenen Artikel.
Außerdem über die fünf zuletzt Verstorbenen, zu denen es einen ausreichend guten Artikel für eine Präsentation auf der Hauptseite gibt, nach der todesbedingten Überarbeitung der Artikel ggf. auch unter Wikipedia Diskussion:Hauptseite informieren und sie am besten auch in den anderen Wikipedia-Sprachversionen eintragen. Tipp: Regelmäßig bei news.google.de nach „ist tot“, „gestorben“ oder „verstorben“ suchen.
Wenn eine Person gestorben ist, gibt es viele Seiten zu dieser Person in der Wikipedia, die davon auch betroffen sind und entsprechend aktualisiert werden müssen. Beispiele: Namenübersichtsseite, Geburtsjahr, Geburtsort-Seiten und viele mehr.
Wie finde ich die betroffenen Seiten?
Im Suchfeld auf der linken Seite gibt man den Suchbegriff so ein: „Vorname Nachname“. Dann klickt man auf Volltext und alle Seiten mit entsprechendem Suchtext werden aufgerufen. Hier sieht man dann schnell, wo auch das Todesjahr Sinn macht oder sogar ein Teil des Artikels angepasst werden muss. Auch hilft das „Werkzeug“ auf der linken Seite sehr gut, um solche Seiten aufzufinden: „Links auf diese Seite“. Somit ist die Wikipedia wieder aktuell in allen Bereichen! Hinweis: bei Eintragung der Kategorie „Gestorben JAHR“ wird der Missbrauchsfilter 49 ausgelöst, was jedoch nicht schlimm ist. Siehe: Spezial:Missbrauchsfilter/49
Dies ist eine Liste von im Jahr 1345 verstorbenen bekannten Persönlichkeiten. Die Einträge erfolgen innerhalb der einzelnen Daten alphabetisch sortiert. Tiere sind im Nekrolog für Tiere zu finden.

## Januar
| Tag        | Name              | Beruf, bekannt als                                                                              | Alter | Beleg |
| ---------- | ----------------- | ----------------------------------------------------------------------------------------------- | ----- | ----- |
| 17. Januar | Heinrich von Asti | italienischer Bischof, Patriarch von Konstantinopel, päpstlicher Diplomat und Kreuzzugsanführer |       |       |

## Februar
| Tag         | Name              | Beruf, bekannt als                             | Alter | Beleg |
| ----------- | ----------------- | ---------------------------------------------- | ----- | ----- |
| 2. Februar  | Ludwig der Junker | Herr zu Grebenstein                            |       |       |
| 18. Februar | Siemowit II.      | Herzog von Masowien                            |       |       |
| 24. Februar | Stephan II.       | Bischof von Lebus sowie Weihbischof in Breslau |       |       |

## März
| Tag      | Name                                    | Beruf, bekannt als     | Alter | Beleg |
| -------- | --------------------------------------- | ---------------------- | ----- | ----- |
| 11. März | Aigustė Anastasia von Litauen           | Großfürstin von Moskau |       |       |
| März     | Henry Plantagenet, 3. Earl of Lancaster | englischer Adeliger    |       |       |

## April
| Tag       | Name                | Beruf, bekannt als | Alter | Beleg |
| --------- | ------------------- | ------------------ | ----- | ----- |
| 14. April | Richard Aungerville | Bischof von Durham | 58    |       |

## Mai
| Tag    | Name               | Beruf, bekannt als | Alter | Beleg |
| ------ | ------------------ | ------------------ | ----- | ----- |
| 1. Mai | Peregrinus Laziosi | Heiliger           |       |       |

## Juni
| Tag      | Name              | Beruf, bekannt als                                    | Alter | Beleg |
| -------- | ----------------- | ----------------------------------------------------- | ----- | ----- |
| 11. Juni | Alexios Apokaukos | byzantinischer Staatsmann und Megas Doux des Reiches  |       |       |
| 20. Juni | Simon Montagu     | englischer Geistlicher, Bischof von Worcester und Ely |       |       |

## Juli
| Tag      | Name                | Beruf, bekannt als                                                             | Alter | Beleg |
| -------- | ------------------- | ------------------------------------------------------------------------------ | ----- | ----- |
| 7. Juli  | Momtschil           | bulgarischer Woiwode und Raubritter, quasi-unabhängiger Despot in den Rhodopen |       |       |
| 18. Juli | Adam Orleton        | englischer Geistlicher, Politiker und Diplomat                                 |       |       |
| 24. Juli | Jacob van Artevelde | flämischer Patriot                                                             |       |       |

## August
| Tag        | Name                   | Beruf, bekannt als                    | Alter | Beleg |
| ---------- | ---------------------- | ------------------------------------- | ----- | ----- |
| 23. August | Otto II. von Wolfskeel | Fürstbischof von Würzburg (1333–1345) |       |       |

## September
| Tag           | Name               | Beruf, bekannt als                     | Alter | Beleg |
| ------------- | ------------------ | -------------------------------------- | ----- | ----- |
| 16. September | Johann IV.         | Herzog der Bretagne (1341–1345)        |       |       |
| 18. September | Andreas von Ungarn | ungarischer Prinz aus dem Haus Anjou   | 17    |       |
| 26. September | Wilhelm IV.        | Graf von Holland, Hennegau und Seeland |       |       |

## November
| Tag          | Name             | Beruf, bekannt als                      | Alter | Beleg |
| ------------ | ---------------- | --------------------------------------- | ----- | ----- |
| 3. November  | Peter I.         | Graf von Dreux                          |       |       |
| 13. November | Constança Manuel | Ehefrau von König Pedro I. von Portugal |       |       |

## Datum unbekannt
| Tag | Name                | Beruf, bekannt als                                       | Alter | Beleg |
| --- | ------------------- | -------------------------------------------------------- | ----- | ----- |
|     | Al-Aschraf Kudschuk | Sultan                                                   |       |       |
|     | As-Salih Ismail     | Sultan der Mamluken in Ägypten (1342–1345)               |       |       |
|     | Ciuto Brandini      | italienischer Arbeitführer                               |       |       |
|     | Heinrich III.       | Stammhalter der Grafen von Ortenburg, Graf von Ortenburg |       |       |
|     | Wilke von Kraack    | Domherr und Dekan zu Lübeck, Domherr zu Schwerin         |       |       |